# Yên Lộc, Ý Yên
Yên Lộc là một xã thuộc huyện Ý Yên, tỉnh Nam Định, Việt Nam.
Trước đây, Yên Lộc thuộc tổng Trạng Vĩnh huyện Đại An, phủ Nghĩa Hưng tỉnh Nam Định. Đền năm 1947 sát nhập các xã Đống Cao, Vụ Sài, Gia Trạng, Trạng Vinh thành xã Phan Thanh, huyện Nghĩa Hưng, tỉnh Nam Định. Từ tháng 6/1953 xã Phan Thanh cắt về huyện Ý Yên thuộc tỉnh Nam Hà. Sau cải cách ruộng đất, tiến hành sửa sai , xã Phan Thanh tách làm hai xã Yên Lộc và Yên Phúc.
Xã Yên Lộc có diện tích 7,47 km², dân số năm 2014 là 10.126 người, mật độ dân số đạt 1.356 người/km².

## Địa giới hành chính
Yên Lộc là một trong 32 đơn vị hành chính của huyện Ý Yên, tỉnh Nam Định, Yên Lộc có hình dáng giống hình chữ nhật nằm ở hạ lưu sông Hồng, phía nam huyện Ý Yên; phía Bắc giáp với huyện Vụ Bản; phía Tây giáp xã Yên Cường; phía Nam giáp sông Đào; phía Đông giáp xã Yên Phúc, phía Tây Nam giáp xã Yên Nhân.
Yên Lộc có diện tích tự nhiên là 6.870.745m2 (687 ha), dân số trước cách mạng tháng Tám là trên dưới 3000 người, sau cách mạng tháng Tám là khoảng 4.000 người và đến nay là 10.390 người.
Địa hình Yên Lộc trài dải theo hướng Tây Bắc - Đông Nam nằm trong vùng đồng chiêm trũng.
UBND Xã nằm trên đường Yên Lộc. Cạnh UBND xã là Trường THCS và sân bóng Yên Lộc
Theo Quyết định 1729/QĐ-TTg ngày 28/12/2023 của Thủ tướng Chính phủ phê duyệt Quy hoạch tỉnh Nam Định thời kỳ 2021-2030, tầm nhìn đến năm 2050, Ý Yên được quy hoạch theo hướng phát triển đa ngành. Trong đó, vùng phía nam huyện đô thị Đống Cao là một trong hai hạt nhân phát triển, lan tỏa ra xung quanh thông qua các trục đường chính là Quốc lộ 37B, tỉnh lộ 490B và các trục huyện lộ. Khu vực này chủ yếu phát triển sản xuất nông nghiệp, thương mại, dịch vụ với các cánh đồng chuyên màu tập trung, các khu vực trồng cây công nghệ cao và hệ thống thương mại, dịch vụ tập trung ở các đô thị. Cũng theo Quy hoạch, Yên Lộc có tuyến đường sắt cao tốc quốc gia chạy qua.

## Lịch sử
Vùng đất Yên Lộc có lịch sử lâu đời, trong đó có địa danh Đống Cao (bao gồm Đống Cao Thượng tức làng Ninh Tiến và Đống Cao Hạ tức làng Tiền Phong và Hòa Bình), còn được gọi là Phố Phủ vì trước đây là trung tâm hành chính của Phủ Nghĩa Hưng ở phía Đông Nam trấn Sơn Nam, gồm có 4 huyện: Đại An, Vọng Doanh (sau đổi là Phong Doanh), Thiên Bản (nay là huyện Vụ Bản) và Ý Yên.
Xã Yên Lộc được hình thành cách đây khoảng 2.000 năm bởi phù sa vùng hạ lưu sông Hồng. Các lớp đất phù sa bồi đắp không đều tạo thành những gò đống cao và nhiều cánh đồng chiêm trũng như: Rộc Điềng, Rộc Vò,… Theo các thần phả, tộc phả và sự tích truyền lại thì tổ tiên các dòng họ: Đinh, Lê, Trần, Phạm, Đỗ, Ngô, Vũ, Hoàng, Đặng từ các vùng Bắc Ninh, Thanh Hoá, Hoà Bình, Ninh Bình đi theo dòng sông Hồng, sông Đáy đã về đây khai khẩn vùng đất sa bồi này để sinh cơ lập nghiệp, tạo dựng xóm, làng. Các bậc tiền nhân xưa đã đặt tên cho các làng theo địa tích, sự tích lịch sử như: Đông Cao, Sài Mộc, Vụ Ngoại, An Phú, An Lạc, An Đăng, Phúc Đình… Mỗi làng đều có những thuần phong mỹ tục với nét sinh hoạt cộng đồng riêng tạo thành sắc thái văn hoá khác nhau.Trong quá trình khai hoang, lập ấp, tổ tiên các dòng họ đã bền bỉ vật lộn với thiên tai khắc nghiệt, chung sức đấu tranh chống giặc ngoại xâm, giữ yên bờ cõi, xây dựng quê hương trù phú, phát triển.
Trước cách mạng tháng 8 năm 1945, Yên Lộc gồm hai xã thuộc tổng Trạng Vĩnh:
Các làng Đống Cao thượng và Đống Cao hạ thuộc Đống Cao, tổng Trạng Vĩnh huyện Đại An, phủ Nghĩa Hưng, tỉnh Nam Định, về sau huyện Đại An sáp nhập nên thuộc tổng Trạng Vĩnh, huyện Nghĩa Hưng, tỉnh Nam Định
Làng Tăng Đề, Sài Mộc, An Phú, An Đăng, Vò Hát, làng Điềng, Vò Trại thuộc xã Vụ Sài tổng Trạng Vĩnh huyện Đại An phủ Nghĩa Hưng tỉnh Nam Định. Đến khi cách mạng tháng Tám thành công xã Đống Cao sáp nhập với Phạm Xá thành xã Tân Dân; xã Vụ Sài hợp nhất với Thức Vụ thành xã Nghĩa Vụ.
Đền năm 1947 các xã Đống Cao, Vụ Sài, Gia Trạng, Trạng Vinh sáp nhập và lấy tên là xã Phan Thanh, huyện Nghĩa Hưng, tỉnh Nam Định
Từ tháng 6/1953 xã Phan Thanh cắt về huyện Ý Yên thuộc tỉnh Nam Hà. Đến năm 1956 huyện Ý Yên được cắt về tỉnh Nam Định. Sau cải cách ruộng đất tiến hành sửa sai, xã Phan Thanh tách làm hai xã Yên Lộc và Yên Phúc.
Hiện nay toàn xã có 14 thôn xóm
Thôn Yên Thái (Tăng Đề cũ), Thôn An Thịnh (Sài Mộc cũ), Thôn An Phú, Thôn Đồng Tân (An Đăng cũ), Thôn Minh Đức (Vò Trại cũ), Thôn Vụ Ngoại (Vò hát): quê hương của Tiến sĩ Nguyễn Địch;Thôn Phúc Đình (làng Điềng);Thôn Tân Thành (Đống Cao Thượng);Thôn An Ninh (Đống Cao Thượng);Thôn Tân Tiến (Đống Cao Thượng);Thôn Đông Tiền Phong (Tức đội 12, thuộc làng Đống Cao Hạ); Thôn Tây Tiền Phong (Tức đội 13, thuộc làng Đống Cao Hạ) Tây Tiền Phong có đình và chùa Đống Cao Hạ nơi đây có 2 cây gạo đại thụ rất to nhưng hiện tại thì đã chết. Hai cây gạo này rất linh thiêng;Thôn Hòa Bình (phố Phủ Nghĩa Hưng cũ). Hòa Bình có chợ Đống Cao, phà Đống Cao, quốc lộ 37B chạy qua.
- Chủ tịch xã qua các thời kỳ: Đinh Thị Phán, Ngô Văn Sích, Đỗ Hồng Sơn, Vũ Ngọc Phan.
- Chủ tịch xã đương nhiệm: Phạm Duy Tân

## Danh nhân văn hóa
Quê hương Yên Lộc có truyền thống hiếu học từ lâu đời. Nơi đây đã sản sinh ra nhiều vị tướng tài ba, danh nhân văn hoá. Tiêu biểu như cụ Nguyễn Huy Địch (có tài liệu ghi là Nguyễn Địch) quê xã Vụ Sài, huyện Đại An nay là làng Vụ Ngoại, đỗ Đệ Tam giáp đồng Tiến sĩ khoa Nhâm Tuất, niên hiệu Đại Bảo 3 (1442) giữ chức quan Tả thị lang thời Vua Lê Thái Tông; Tiến sĩ Lê Quý Doãn Trọng làm quan tri huyện Trung Thuận, tỉnh Thanh Hoá; Tiến sĩ Nguyễn Phục, Đô uý Tướng quân Ngô Đăng Đàn (thời Hậu Lê)… Ngoài ra còn có các vị Tú tài như: Lê Văn Đích (làng Đại Đồng), Ngô Văn Củng, Ngô Phúc Quỳnh, Ngô Phúc Cơ (làng Đống Cao), Nhất Thản (làng Hồng Thái), Nhì San, Nhì Văn, Nhất Thư, Nhất Cuông (làng Điền)…

## Các cơ sở giáo dục trên địa bàn xã
- Trường THCS Yên Lộc

Trường tiểu học B Yên Lộc

Trước đây trường đặt gần Chợ Vò, hiện tại trường đã chuyển và cơ sở mới đối diện với UBND xã Yên Lộc
- Trường Tiều học A Yên Lộc

Trường nằm trên đường Chợ Vò, Yên Lộc
- Trường Tiểu học B Yên Lộc

Trường nằm trên đường Trần Nhân Tông, Yên Lộc

## Di tích-danh thắng
Là nơi lưu đậm dấu ấn văn minh lúa nước của vùng đồng bằng châu thổ sông Hồng nên từ xa xưa nhân dân Yên Lộc đã lập nhiều đình, đền thờ các đấng thần linh trong thiên nhiên như: thần mưa, thần nắng, thần sấm sét, thần gió giúp cho mùa màng tốt tươi, mưa thuận gió hoà. Ngoài ra các di tích còn là nơi tôn vinh công đức của các bậc tiền nhân, các danh nhân văn hoá của quê hương. Hiện toàn xã có 8 ngôi đình, đền, chùa và 2 nhà thờ tổ. Tiêu biểu như: Đình, Chùa Đống Cao Thượng thờ Thủy tộc Long Vương - Thủy thần tạo mưa gió giúp dân làng có nước cày cấy; Đình Vò Trại, làng Minh Đức thờ Thiên Lôi; Đình Vụ Ngoại, Đình Đông Cao Hạ thờ Vua Triệu Quang Phục; Đền Thái Long thờ Hưng Đạo Đại Vương Trần Quốc Tuấn; Đình, Chùa An Lạc thờ Tiến sĩ Nguyễn Phục - Danh tướng thời Vua Lê Nhân Tông… Đình, Chùa Đống Cao Thượng là di tích lịch sử - văn hoá được Nhà nước xếp hạng năm 2005.
Hằng năm, cứ vào dịp đầu xuân hay tiết trời sang thu mát mẻ, nhân dân trong các làng lại tưng bừng mở hội. Tiêu biểu là hội làng Đống Cao, hội làng Vụ Ngoại được tổ chức vào ngày 15-8 âm lịch; hội làng Điền, hội làng An Đăng được tổ chức theo mùa trong năm; hội làng Minh Đức diễn ra vào dịp tháng 10 âm lịch… Tuỳ theo tín ngưỡng, phong tục của từng làng, mỗi lễ hội đều có những nét văn hoá riêng. Lễ hội thường có 2 phần gồm phần lễ và phần hội. Phần lễ được tổ chức trang trọng, uy nghiêm theo nghi thức tâm linh nhằm tưởng nhớ công lao của các nhân thần trong truyền thuyết hoặc thủy tổ các dòng họ có công với dân làng, với quê hương. Trong phần lễ có nghi thức rước kiệu quanh làng và nghi lễ tế thánh linh thiêng. Phần hội diễn ra các trò chơi dân gian độc đáo mà làng nào cũng có là thi đấu cờ tướng, hát ca trù, chầu văn và ngâm, bình thơ phú. Đặc biệt, tại phần hội còn diễn ra các môn thể thao thi đấu như: bóng chuyền, kéo co, vật võ…
- Chùa Đề làng Cồn Dâu, nổi tiếng linh thiêng, chùa có bảo tháp cao 11 tầng
- Di tích lịch sử văn hoá Đình, Chùa Đống Cao Thượng, xã Yên Lộc

Căn cứ vào thần tích, câu đối đại tự tại đình thì vào đời Vua Hùng thứ 6, Thủy tộc Long Vương được Vua Hùng giao cho trấn thủ vùng đất Sơn Nam. Ông thường gần gũi với nhân dân, giúp dân trong làng chống lại thiên tai, giặc loạn nên được dân làng lập đền thờ và phong là Thánh Bốn. Hằng năm, Thánh Bốn thường hiển linh vào ngày 13 tháng Giêng âm lịch ban mưa, gió giúp đồng ruộng của nhân dân có nước cày cấy, mùa màng bội thu. Đình Đống Cao Thượng trước kia chỉ là ngôi miếu nhỏ để nhân dân địa phương và thuyền, bè qua lại vùng cửa biển Đại Nha xưa thờ cúng. Ngày nay, đình được mở rộng và phối thờ Đức Thánh Trần và các tộc họ. Tại di tích hiện còn lưu giữ được 3 đạo sắc phong triều Nguyễn phong cho Thánh Bốn là Đức Minh Giám Đại Vương cùng nhiều đồ thờ tự có giá trị như: ngai và bài vị thờ Thánh Bốn, bức trướng “Hoàng đế mỹ tự” của vua ban, đại tự cuốn thư, chuông đồng niên hiệu Tự Đức 12 (1859)… Lễ hội Đình Đống Cao Thượng được tổ chức 3 năm một lần từ ngày 11 đến hết ngày 16 tháng Giêng âm lịch kỷ niệm ngày sinh của Thủy tộc Long Vương. Trong lễ hội diễn ra các nghi thức: tế nhập tịch, tế thánh, rước kiệu, tế tạ, tục yến lão cùng các trò chơi dân gian: đánh cờ người, leo cầu ngô… Đặc biệt, trong ngày kỵ Thánh 13 tháng Giêng âm lịch, ngay từ sáng sớm, các tộc trưởng và các bậc cao niên 6 giáp trong làng tổ chức rước bát nhang và khí tự trong cung cấm ra sân đình làm lễ tế. Các gia đình trong mỗi dòng họ chuẩn bị lễ vật như: bánh chưng, bánh dầy, xôi nén, chè kho, hoa quả… để dâng thánh, tế cẩn thần linh. Sau đó là nghi thức rước nước từ ngã ba sông Đào và sông Chanh. Đi đầu đoàn rước là đội cờ, đội chấp kích, đội múa sư tử, phụ kiệu cùng các tín đồ phật tử, các chức sắc tôn giáo và đông đảo nhân dân hoà cùng âm thanh của tiếng trống, tiếng nhạc, não bạt, thanh la rộn rã… Năm nào cũng vậy, hội làng Đống Cao diễn ra trò chơi vật cầu (cướp cầu) đầu xuân thu hút đông đảo nhân dân địa phương và các xã lân cận về tham dự. Tương truyền đây là hình thức cầu mưa của dân làng. Cầu gồm ba quả được làm bằng gỗ hình tròn, sơn son. Ngày thường, các quả cầu được đặt trên ban thờ trong cung cấm tại Đình Đống Cao Thượng. Trong ngày hội, cầu được thủ nhang rước ra sân đình làm lễ, tổ chức vật cầu. Mỗi giáp trong làng cử 10-12 thanh niên khoẻ mạnh, nhanh nhẹn, cởi trần, đầu quấn khăn đỏ để tham gia trò chơi. Mâm cầu xoay, trong ba quả cầu, quả nào rơi xuống trước được ban tổ chức lựa chọn để mọi người vật cầu. Trong số những người tham dự, người giáp nào cướp được cầu thì phải tìm cách ném cầu vào hố sâu 1m với sự cản trở của 3 thanh niên giáp khác. Ai cho được cầu xuống hố đúng quy định là người thắng cuộc. Trò chơi vật cầu đầu xuân đã trở thành nét đẹp văn hoá dân gian độc đáo, đáp ứng nhu cầu tâm linh, ước nguyện cầu may, cầu phúc, cầu tài trong nhân dân. 

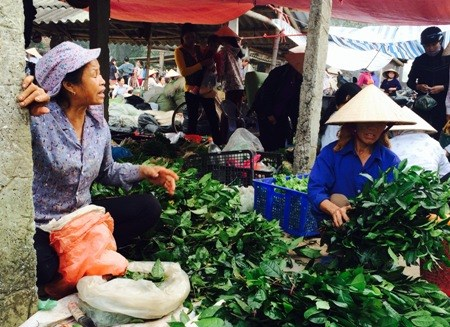
Phiên chợ Đống Cao

Cùng với giá trị tín ngưỡng, nét đẹp văn hoá truyền thống ở Yên Lộc còn thể hiện sâu sắc qua những hình ảnh làng quê như: giếng làng, chợ quê, cây đa, cây gạo đại thụ… Nằm ngay sát dòng sông Đào, trên đường Trần Nhân Tông, Yên Lộc, Chợ Đống Cao có vị trí đắc địa ngay sát dòng sông Đào, là nơi giao thương với các xã bên, huyện bạn và Thành phố Nam Định, chợ Đống Cao đóng vai trò quan trọng trong việc phục vụ đời sống hằng ngày của nhân dân trong vùng. Chợ họp vào các ngày mồng 2, 5, 8 âm lịch và bày bán rất nhiều loại hàng hóa khác nhau, từ nải chuối, buồng cau, đến gia súc, gia cầm, hàng tiêu dùng, công cụ sản xuất...
Không ai nhớ chợ Đống Cao có từ bao giờ, nhưng chỉ biết, đã từ lâu nó là nơi trao đổi, buôn bán hàng hóa; đồng thời là điểm gặp gỡ giao lưu của nhân dân địa phương. Đến với chợ Đống Cao, chúng ta còn cảm nhận được không khí vui tươi, phấn khởi sau những giờ lao động, sản xuất vất vả của nhân dân địa phương.
Có lẽ ấn tượng nhất đối với mỗi người dân Yên Lộc là cứ đến phiên chợ cuối năm của ngày 28 tết ai cũng hí hửng chờ đến sáng được đi chợ Đông Cao để sắm cho mình những thứ cần thiết của ngày tết. Mặc dù, không mua gì nhưng cứ được đi chợ Đông Cao vào ngày 28 tết để được cảm nhận không khí của ngày tết thì hầu như ai nấy đều rất vui.

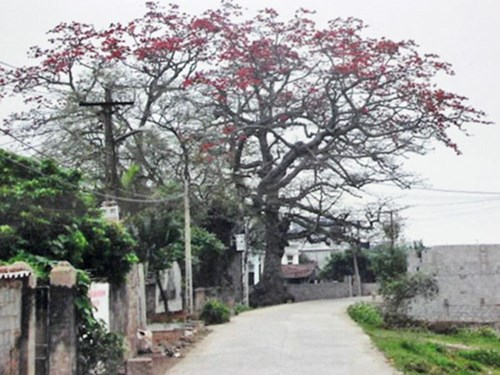
Hai cây gạo hơn 300 tuổi tại cổng làng Đống Cao Hạ, Yên Lộc

Hai cây gạo của làng Đống Cao Hạ từng là niềm tự hào của người dân nơi đây. Cứ vào cuối tháng 3 âm lịch hàng năm, hoa gạo “cháy” đỏ rực trời. Theo các cụ cao niên trong làng, 2 cây gạo có từ khi dựng ngôi chùa Đống Cao Hạ, đến nay đã ngót 300 năm. Thân cây 3 người ôm không xuể. Trải qua thời gian, 2 cây gạo vẫn đứng sừng sững giữa trời. Trong tâm khảm mỗi người dân làng Đống Cao Hạ, 2 cây gạo vừa là hiện thân của sự vươn lên, khỏe khoắn, vững chãi, vừa là miền ký ức đẹp và thân thương. Vậy nhưng, vào cuối năm 2011, 2 cây gạo bỗng dưng héo dần, rụng lá và chết. Dù dân làng, các chuyên gia trong và ngoài nước đã dùng mọi cách để cứu chữa nhưng bất thành.
Thương xót cây cổ thụ của làng buộc phải đốn hạ, TS. Arbor Carbon Paul Barber đã nảy ra ý tưởng làm hồi sinh 2 cây gạo của làng Đông Cao bằng các tác phẩm nghệ thuật. Thân 2 cây gạo được cắt khúc, chở tới trường Đại học Mỹ thuật Công nghiệp Hà Nội để 18 nghệ sĩ tìm và lựa những khúc gỗ phù hợp với ý tưởng của mình. 3 tuần làm việc ròng rã dưới thời tiết nóng nực, các nghệ sĩ đã sáng tạo ra nhiều tác phẩm điêu khắc sinh động từ thân cây gạo. Việc tạo tác các tác phẩm khá vất vả, bởi gỗ gạo thuộc nhóm gỗ tạp, không mấy người sử dụng loại gỗ này để làm đồ gia dụng cũng như điêu khắc. Đấy là chưa kể, cây gạo đã tồn tại hàng trăm năm và chết vì mục ruỗng lại càng gây nhiều khó khăn cho người nghệ sĩ.
Nhưng nhờ vào đôi bàn tay khéo léo, óc sáng tạo, các nhà điêu khắc đã lựa theo những mấu tròn trên thân cây, những vết sâu ăn nham nhở để đục, đẽo, tạo dáng cho thân cây gạo trở thành các tác phẩm nghệ thuật. Cá biệt, nhà điêu khắc Phạm Sinh đã dùng ngay những chỗ sâu mục để gửi gắm ý tưởng của mình. Anh chia sẻ “Cây gạo của làng mang nhiều ý nghĩa tâm linh nên khi bắt tay vào thực hiện, tôi cảm nhận được rất rõ trách nhiệm của người nghệ sĩ để cây mang một linh hồn mới, một đời sống mới. Tôi đã tận dụng những miếng gỗ vứt đi vì sâu ăn để biến thành tác phẩm có dáng vút cao với ý nghĩa, vượt lên trên nỗi đau về thể xác, cây gạo vẫn tồn tại”.
Hầu hết các tác phẩm tại triển lãm “Hồi sinh cây gạo” đều được thể hiện theo lối trừu tượng. Thời gian để các nhà điêu khắc hoàn thành tác phẩm khá gấp gáp. Thế nhưng, đã xuất hiện những tác phẩm có chất lượng, nhỏ gọn và xinh xắn. Nhà điêu khắc Lưu Danh Thanh, Chủ tịch Hội đồng nghệ thuật chuyên ngành Điêu khắc, Hội Mỹ thuật Việt Nam đánh giá: “Các nghệ sĩ đã biến 2 cây gạo đã chết thành các tác phẩm nghệ thuật sống mãi với thời gian. Các tác phẩm đều mang vẻ đẹp riêng và điều quan trọng là khiến người xem cảm thụ và chấp nhận được cái đẹp đó. Rõ ràng, cây gạo giờ đây không chỉ còn là niềm tự hào của người dân làng Đống Cao Hạ mà đã là niềm tự hào của các nhà điêu khắc, các khán giả yêu nghệ thuật. Từ thân cây mục ruỗng, một khúc gỗ tưởng như sẽ bỏ đi đã được bàn tay tài hoa của các nghệ sĩ tái sinh thành đời sống mới, đời sống nghệ thuật.
Hồ Đống Cao Thượng là hồ nước ngọt tự nhiên, hồ nằm trong khuôn viên Di tích lịch sử Đình Ông Bốn đã được xếp hạng . Năm 2023 nhân dân Làng Đống Cao Thượng đã đóng góp tiền của, công sức để cải tạo và xây dựng cảnh quan xung quanh hồ. Hồ Đống Cao Thượng không chỉ là điểm đến yêu thích của du khách thập phương mà nơi này còn mang giá trị lịch sử văn hóa quý báu của bà con Làng Đống Cao Thượng nói riêng và nhân dân quanh vùng nói chung. Hàng ngày, người dân trong làng có thể tản bộ quanh hồ, tập thể dục, hay ngồi ngắm cảnh thư giãn.

## Nhà máy nước sạch Yên Lộc
Địa chỉ: Phố Mới, Thị trấn Đống Cao, xã Yên Lộc, huyện Ý Yên, tỉnh Nam Định
Cơ cấu tổ chức
Cơ cấu tổ chức: Nhà máy gồm có 22 người trong đó có 01 Quản đốc, 1 tổ vận hành (05 người), 4 tổ đường tuyến (16 người)
Lịch sử hình thành
Nhà máy nước sạch Yên Lộc được xây dựng trên cơ sở Hiệp định tín dụng 4115-VN giữa Chính phủ Việt Nam và Ngân hàng thế giới (WB) về thực hiện Dự án cấp nước sạch và vệ sinh nông thôn đồng bằng sông Hồng vay vốn WB. Công trình được hoàn thành và đưa vào sử dụng tháng 6/2013 với công suất thiết kế ban đầu là 2.400 m3/ngày đêm. Sau nhiều lần nâng công suất, đến nay công suất của nhà máy là 8.000m3/ngày đêm, cấp nước cho 16.478 khách hàng (tương ứng 63.460 người dân)
Nguồn nước khai thác: Nước mặt sông Đào
Địa bàn cấp nước
Tháng 6-2013, nhà máy cấp nước Yên Lộc được đưa vào sử dụng, đảm bảo cấp nước sạch cho toàn bộ hộ dân ở xã Yên Lộc, và một số hộ dân của xã Yên Lương và xã Yên Phúc. Tháng 8-2014, Cty CP Nước sạch đã phối hợp với các xã tiếp tục đấu nối, mở rộng mạng lưới cấp nước sạch ra toàn bộ xã Yên Phúc và Yên Lương. Đến tháng 8-2016, Công ty đã hoàn thiện đấu nối đường ống chính để cấp nước sạch cho 1.528 hộ dân ở xã Yên Nhân. Tháng 10-2016 đã đầu tư hơn 12 tỷ đồng để triển khai đấu nối cấp nước cho 1.890 hộ dân ở xã Yên Thắng. Cuối năm 2016, đã cung cấp nước sạch cho các hộ dân xã Yên Trị. Đến hết năm 2017, Nhà máy nước Yên Lộc đã cấp nước sạch cho 5 xã gồm Yên Lộc (1.970 hộ), Yên Phúc (1.608 hộ), Yên Lương (1.508 hộ), Yên Cường (1.731 hộ), Yên Đồng (1.982 hộ).
Hiện nhà máy đang lắp đặt đường ống để cấp nước cho Thị trấn Gôi, huyện Vụ Bản
Để nâng cao chất lượng phục vụ nước sạch cho người dân, Cty CP Nước sạch đã xây dựng thêm 1 bể lắng lọc lọc, bể chứa và lắp đặt thêm các máy bơm cấp 1, 2 góp phần nâng công suất Nhà máy nước Yên Lộc lên '4.000 m3/ngày đêm. Cùng với hệ thống Scada, Cty đã tiến hành lắp đặt thêm thiết bị tự động quản lý để đảm bảo chất lượng nước. Trong đó, các chỉ tiêu như độ đục, nồng độ Clo dư, độ pH, áp lực, chỉ số bơm được đo lường tự động và thông báo trên bảng điện tử giúp nhân viên nhà máy dễ dàng quản lý hệ thống cấp nước sạch tại các tuyến, điểm đấu nối tại đường ống.
Để đảm bảo cấp nước ổn định cho Nhà máy nước sạch Yên Lộc, đường điện cao thế đã được đầu tư cải tạo.

## Giao thông
Yên Lộc 3 tuyến đường huyết mạch chính chạy qua là Quốc lộ 37B (Trước đây gọi là đường 56 hay 486B), đường Trần Nhân Tông (đường đê đại hà, nối từ ngã bã Đống Cao chạy ra tới thành phố Nam Định) và tuyến đường 57B chạy qua các xã Yên Phúc, Yên Lộc, Yên Cường, Yên Thắng và Yên Tiến.
Về giao thông thủy: Yên Lộc có hai con sông chảy qua là sông Đào hay còn được gọi với tên khác là Sông Nam Định và Sông Chanh, bến đò Đống Cao, đã được thay thế bằng phà Đống Cao.
Yên Lộc có quy hoạch đường sắt cao tốc quốc gia chạy qua.

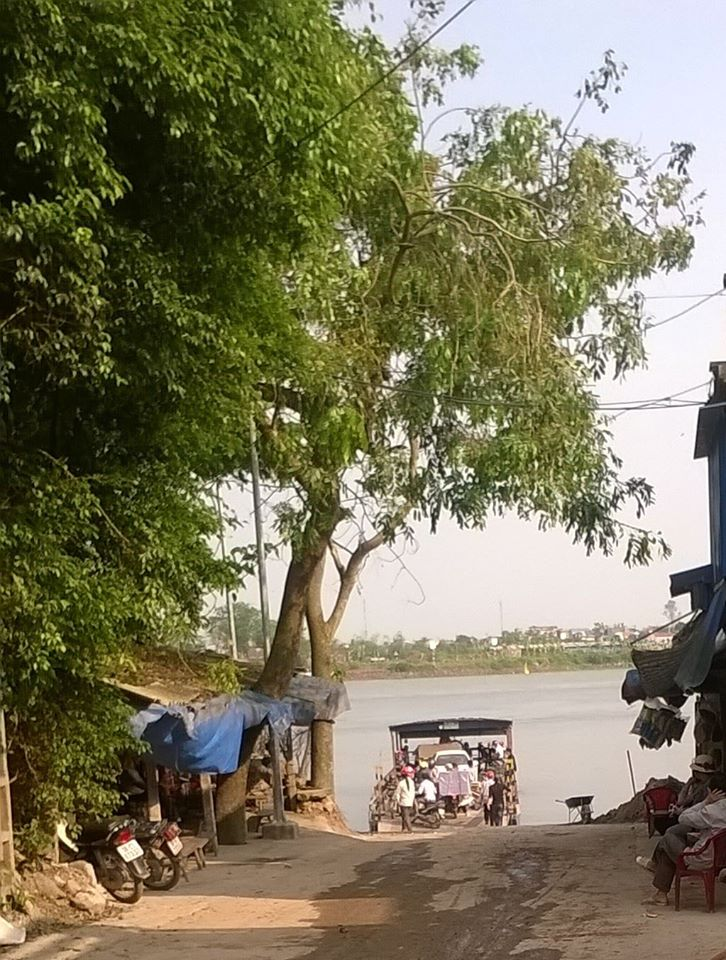
Phà Đống Cao nối liền hai huyện Nghĩa Hưng và Ý Yên, tỉnh Nam Định

Tuyến xe bus: Yên Lộc có tuyến xe bus chạy từ MICOM Nam Định về Thị trấn Đống Cao, xe chạy các ngày thứ 6, bảy và chủ nhật hàng tuần
Đi tại Đống Cao lúc 19h00'
Micom về Đống Cao lúc 21h00'
Các tuyến xe khách tại Yên Lộc
YÊN LỘC - MỸ ĐÌNH, HÀ NỒI
```
xe Thành Tín
.
```

```
Nhà xe Thành Tín chuyên tuyến xe khách cố định từ Yên Lộc huyện Ý Yên tỉnh Nam Định đi Đặng Thùy Trâm, Hoàng Quốc Việt, Hà Nội, xe đi về trong ngày và là chuyến xe khách đi sớm nhất từ Yên Lộc – Ý Yên đi bến xe Mỹ Đình – Hà Nội.
```

```
Yên Lộc đi
: Sáng đi: 4h 50′ Chiều đi: 12h 50′
```

```
Đặng Thùy Trâm (Hoàng Quốc Việt) Hà Nội về
: Sáng về: 8h 30′ Chiều về: 16h 00′
```

```
Lộ trình xe khách Thành Tín:
```

```
La Xuyên – Gối – Yên Lộc – Ý Yên – Cao Tốc Mới – Bx Mỹ Đình Hà Nội
```

YÊN LỘC - GIÁP BÁT, HÀ NỒI
```
Xe Sao Việt
: Yên Phúc - Yên Lộc - Giáp Bát
```

```
Yên Lộc đi 5h00 Giáp Bát về 8h30
```

YÊN LỘC - BẾN XE YÊN NGHĨA, HÀ NỒI
```
Xe Sao Việt
: Yên Phúc - Yên Lộc - Bến xe Yên Nghĩa
```

Yên Phúc đi 7 Yên Nghĩa về 13h30'
```
Xe Hà Trang
: Yên Phúc - Yên Lộc - Bến xe Yên Nghĩa
```

```
- Yên Phúc đi ' Yên Nghĩa về 15h30
```

YÊN LỘC - ĐẠI TỪ, THÁI NGUYÊN, HÀ NỒI
```
Xe Mạnh Việt
: Yên Phúc - Yên Lộc - Đại Từ, Thái Nguyên
```

```
- Yên Phúc đi 7h00' Đại Từ về 15h00'
```

## Hướng dẫn đường đi
Từ Gôi chạy thẳng quốc lộ 37B (Trước đây được gọi là đường 56) khoảng 5 km là bạn tới ngã rẽ vào đường Hồng Thái xã Yên Lộc, tiếp tục đi theo quốc lộc 37B khoảng 600m là tới ngã tư Mậu Lực bạn rẽ trái vào đường 57 đi khoảng 500 mét là tới chợ Vò mới. Từ ngã tư Mậu Lực tiếp tục đi theo quốc lộ 37B khoảng 1,5 km là bạn tới ngã ba Đống Cao, đi thẳng là bạn tới bến phà Đống Cao, còn nếu rẽ trái vào đường Trần Nhân Tông, bạn sẽ qua chợ Đống Cao, Làng Tiền Phong, làng Ninh Tiến.

## Hình ảnh quê hương Yên Lộc, Ý Yên

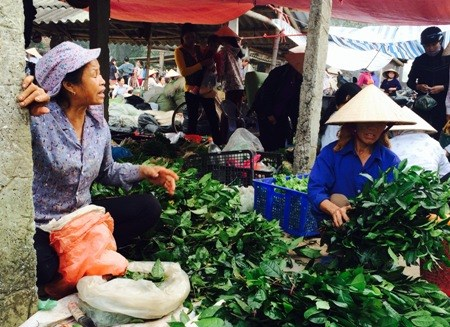
Phiên chợ Đống Cao
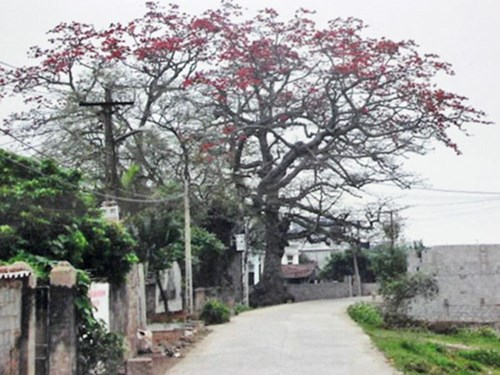
Hai cây gạo đại thụ hơn 300 tuổi tại Làng Đống Cao
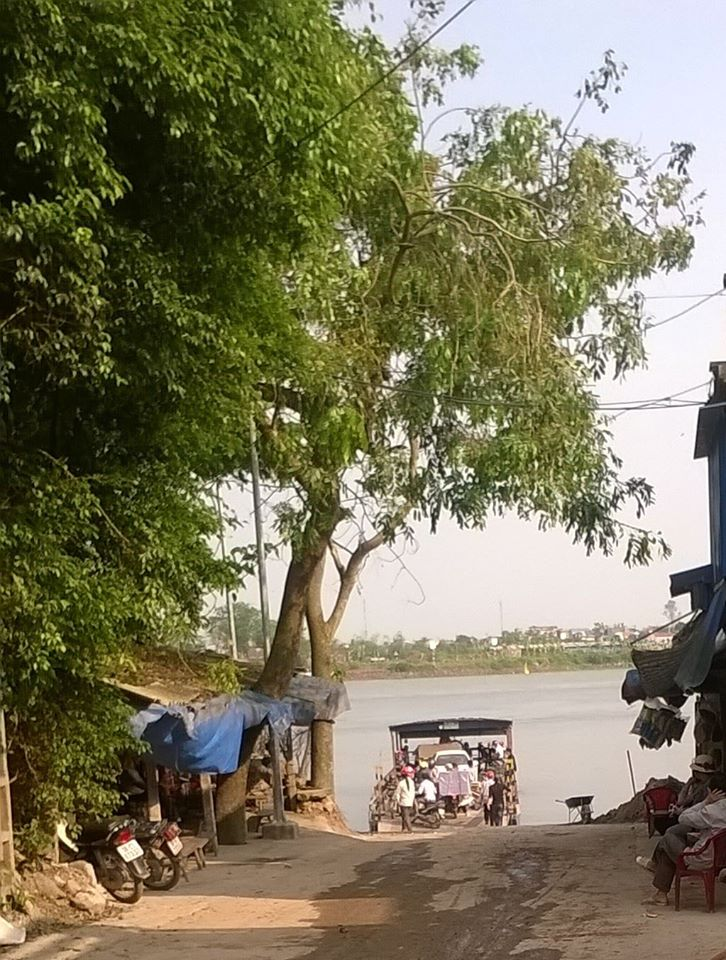
Phà Đống Cao

- Tập tin:Bai cat Dong Cao.jpg

## Người con thành đạt
1. Nguyễn Chương - Đại Đồng - Nguyên Phó Chủ tịch tỉnh Lai Châu
2. Phạm Văn Trường - Ninh Tiến - Lữ đoàn trưởng, Giám đốc công ty XD 99, Tổng công ty Xây dựng Trường Sơn, Bộ Quốc phòng
3. Đinh Văn Hùng - Minh Đức - Phó Giám đốc công ty XD 99, Tổng công ty Xây dựng Trường Sơn, Bộ Quốc phòng
4. Trần Văn Phi - Ninh Tiến - Phó Giám đốc Ban Quản lý Đầu tư và Xây dựng Thủy lợi 7, Bộ NNPTNT
5. Nguyễn Thượng Hải (31/12/1972) - Xã Yên Lộc, huyện Ý Yên, tỉnh Nam Định - Tỉnh ủy viên, Bí thư Huyện ủy Cư M’gar, tỉnh Đắk Lắk.
6. Hoàng Văn Quản - Yên Thái - Vụ trưởng Vụ KHTC, Tổng cục Khí tượng thủy văn, Bộ TNMT
7. Phạm Văn Nghĩa - Hồng Thái - Phó Giám đốc công ty Sông Đà 7
8. Phạm Văn Trước - Ninh Tiến - Quản lý Tuyển dụng Sam Sung Bắc Ninh
9. Nguyễn Văn Phương - Làng Điềng - Giảng viên Trường Đại học Thủy lợi Hà Nội
10. Phạm Thị Dung - Tiền Phong - Phó Giám đốc Trung tâm Thông tin, Thư viện - Viện Văn hóa nghệ thuật quốc gia
11. Nguyễn Thanh Minh (ngày 14 tháng 12 năm 1977) Quê quán: Yên Lộc – Ý Yên – Nam Định. Giảng viên, Khoa Lý luận chính trị - Trường Đại học Công nghệ GTVT
12. Đặng Văn Thạc-Yên Thái-Phó Giáo Sư, Tiến Sỹ-Trường Đại Học Shantou-Quảng Đông-Trung Quốc.
13. TS Ngô Thị Nhung (1979), giảng viên trường ĐHspkt Nam Định